# 기프트 (2000년 영화)
《기프트》(영어: The Gift)는 2000년 공개된 미국의 초자연 공포 스릴러 영화이다. 샘 레이미가 연출하고, 빌리 밥 손턴과 톰 에퍼슨이 각본을 썼다. 남편과 사별한 뒤 영매로 일하며 세 아들을 키운 빌리 밥 손턴의 어머니 버지니아 손턴 포크너가 겪은 심령 현상 경험에 기초했다. 케이트 블란쳇이 버지니아 손턴 포크너에 해당하는 주인공 애니 역을 맡았으며, 그 외에 키아누 리브스, 지어바니 리비시, 힐러리 스왱크, 케이티 홈스, 그레그 키니어 등이 출연하였다.
2001년 제27회 새턴상에서 공포 영화 부문 작품상, 여우주연상, 남우조연상(지어바니 리비시), 여우조연상(힐러리 스왱크), 각본상 후보에 올랐다.

## 줄거리
조지아주 빅스턴에 사는 애니는 남편을 잃고 홀로 세 아들을 키우고 있는 점쟁이이다.
어느 날 동네 교사 웨인 콜린스의 약혼녀 제시카 킹이 실종되는 사건이 벌어진다. 애니는 제시카 시체가 연못에 던져지는 과거 장면을 역행 인지(retrocognition)하고, 이를 보안관 펄 존슨에게 말한다. 이에 펄은 도니 바크스데일의 자택 연못을 뒤진다. 도니는 애니 고객들 중 하나인 밸러리의 남편이며 애니에게 가정 폭력을 휘둘러왔는데, 애니가 밸러리에게 남편을 떠나라고 조언하자 애니와 아이들을 협박한 적이 있었다. 연못에서 실제로 제시카 시체가 나오고, 도니는 체포된다.
한편 애니의 지인 버디 콜은 애니에게 자신이 아버지를 싫어하는 이유를 말하려 하지만 마음이 복잡한 상태인 애니는 이를 듣지 않는다. 그날 밤 버디는 아버지를 묶어놓고 폭행하다가 기름을 붓고 불을 질러버린다. 아버지가 성적 학대했던 어릴 적 과거 때문에 뒤늦게 폭발했던 것이다. 체포된 버디는 정신병원에 수용된다.
제시카와 도니가 불륜 관계였다는 게 밝혀지고, 도니는 감옥에 간다. 그러나 애니는 새로운 과거를 역행 인지하면서 도니가 실은 결백하다는 걸 알게 된다. 애니는 검사에게 재심을 청하지만 거부 당한다. 애니는 사이가 가까워진 웨인에게 이를 털어놓는데, 애니는 바로 그날 밤 실은 웨인이 범인임을 역행 인지한다.
웨인이 애니를 죽이려고 할 때 버디가 나타나 웨인을 기절시키고 애니의 차에 집어넣는다. 애니 머리에서 피가 흐르자 버디는 애니가 전에 빌려줬던 손수건을 건넨다.
애니가 서에 신고하고 차로 돌아오자 버디는 사라져있다. 보안관 펄은 버디는 이미 정신병원에서 자살했으며, 따라서 버디가 애니를 도왔다는 건 성립할 수 없는 일이라고 말한다.
다음날 아침 애니는 아이 셋을 데리고 죽은 남편 무덤을 찾아 성묘한다.

## 출연
- 케이트 블란쳇 - 애너벨 "애니" 윌슨 역
- 지어바니 리비시 - 버디 콜 역
- 키아누 리브스 - 도니 바크스데일 역
- 케이티 홈스 - 제시카 킹 역
- 그레그 키니어 - 웨인 콜린스 역
- 힐러리 스왱크 - 밸러리 바크스데일, 도니 아내 역
- 마이클 지터 - 제럴드 윔스 역
- 킴 디킨스 - 린다 역
- 게리 콜 - 데이비드 덩컨 역
- 로즈메리 해리스 - 애니 할머니 역
- J. K. 시먼스 - 보안관 펄 존슨 역
- 첼시 로스 - 케네스 킹, 제시카 아버지 역

## 기타 제작진
- 공동 제작: 리처드 S. 라이트
- 배역: 데버라 어퀼라
- 미술: 닐 스피색
- 의상: 줄리 와이스